# Coretta Scott King

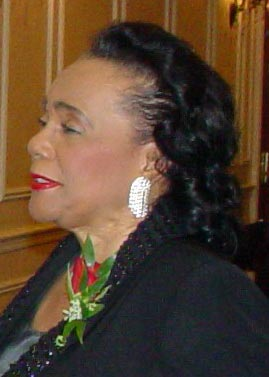
Coretta Scott King (2004)

Coretta Scott King (* 27. April 1927 in Marion, Alabama; † 30. Januar 2006 in Rosarito, Mexiko) war eine US-amerikanische Bürgerrechtlerin und die Ehefrau von Martin Luther King Jr.

## Leben
Scott wuchs auf der Farm ihrer Eltern Obadiah und Bernice McMurry Scott in Alabama auf. Schon als kleines Mädchen musste sie wegen der wirtschaftlichen Not beim Pflücken der Baumwolle helfen. In den USA herrschte in den 1930er Jahren die Große Depression; das Land erholte sich nur langsam von der Weltwirtschaftskrise (Beginn 1929). 1945 schloss sie als Klassenbeste die Lincoln Normal School in Marion ab. Am Antioch College in Yellow Springs (Ohio) studierte sie Musik. Neben dem Gesang widmete sie sich der Geige und dem Klavier. Danach zog sie nach Boston (Massachusetts). Am 18. Juni 1953 heiratete Coretta Scott den Baptistenpastor Martin Luther King, den sie während des Studiums kennengelernt hatte. Die Hochzeit fand in Scotts Elternhaus in Marion statt; Kings Vater traute die beiden.
Scott unterstützte ihren Mann bei seiner Arbeit. Sie beteiligte sich an Protestmärschen und vertrat ihn auch bei Reden. Auch gab sie Konzerte für Bürgerrechte. Am 30. Januar 1956 entging sie mit der ältesten Tochter knapp dem Tod, als auf das Haus der Familie ein Bombenattentat verübt wurde (Martin Luther King war zur selben Zeit außer Haus, um eine Rede zu halten). Vier Tage nach der Ermordung Martin Luther Kings am 4. April 1968 in Memphis führte sie eine Demonstration von 35.000 Menschen in der Stadt an.

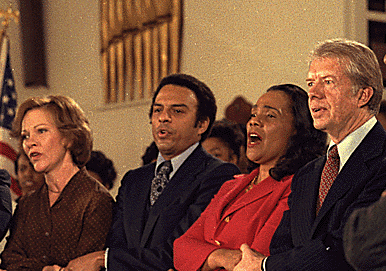
Coretta Scott King (3. von links) mit Jimmy Carter (rechts), Andrew Young und Rosalynn Carter (1979)

Sie setzte sich ihr Leben lang dafür ein, die Erinnerung an ihren ermordeten Ehemann zu wahren. Sie schrieb zwei Bücher über ihre Zeit mit King und die Bürgerrechtsbewegung. 1999 gewannen sie und ihre Familie einen Prozess, in dem bewiesen wurde, dass es sich bei dem Mörder Kings nicht um einen Einzeltäter handelte, sondern dass der Mord an King ein Komplott war.
Vor allem in den 1980er Jahren war ein Schwerpunkt ihrer politischen Tätigkeit der Kampf gegen die Apartheid. Sie nahm an mehreren Sit-ins in Washington, D.C. teil und reiste 1986 selbst nach Südafrika, wo sie mit Winnie Mandela zusammentraf. Nelson Mandela war seit 1964 politischer Gefangener und auf der Gefängnisinsel Robben Island inhaftiert. Nach ihrer Rückkehr drängte sie Ronald Reagan (1981–1989 US-Präsident) zu Sanktionen gegen Südafrika. 
Sie erhielt von mehreren Institutionen Ehrentitel, darunter von der Princeton University und dem Bates College. Sie war Mitglied von Alpha Kappa Alpha, einer renommierten afroamerikanischen Schwesternschaft.
Am 16. August 2005 erlitt Scott King einen Schlaganfall, von dem sie sich nur langsam erholte, und einen leichten Herzinfarkt. Am Abend des 30. Januar 2006 starb sie im Schlaf in einem Rehabilitationszentrum in Rosarito Beach, Mexiko. Sie wurde an der Seite ihres Ehemannes im King Center in Atlanta beigesetzt. King und Scott hinterließen vier Kinder:
- Yolanda King (* 17. November 1955 in Montgomery, Alabama; † 15. Mai 2007 in Santa Monica, Kalifornien)
- Martin Luther King III (* 23. Oktober 1957 in Montgomery, Alabama)
- Dexter Scott King (* 30. Januar 1961 in Atlanta, Georgia; † 22. Januar 2024 in Malibu, Kalifornien)
- Bernice Albertine King (* 28. März 1963 in Atlanta, Georgia)

## Auszeichnungen
- 1969: Antonio-Feltrinelli-Preis
- seit 1970 wird der Coretta Scott King Award der American Library Association für Afro-Amerikanische Schriftsteller und Illustratoren verliehen
- 1983: Four Freedoms Award, in der Kategorie Religionsfreiheit[1]
- 2004: Gandhi-Friedenspreis der indischen Regierung
- 2004: Congressional Gold Medal
- Ehrendoktorwürde u. a. Princeton University, Duke University, Bates College